# 385 Pułk Strzelecki Wojsk Wewnętrznych NKWD
385 Pułk Strzelecki Wojsk Wewnętrznych NKWD – jeden z radzieckich pułków piechoty w strukturze wojsk wewnętrznych NKWD z okresu II wojny światowej.
W czerwcu 1945 62 Dywizja Strzelecka Wojsk Wewnętrznych NKWD została skierowana na Lubelszczyznę i Białostocczyznę w celu likwidacji tamtejszych oddziałów Armii Krajowej.
Prokuratorzy pionu śledczego IPN ustalili, że na terenie objętym tzw. obławą augustowską (albo inaczej obławą lipcową) operował właśnie 385 Pułk Piechoty WW NKWD, wchodzący w skład 62 Dywizji Strzeleckiej WW NKWD. Dowódcą 385 pp WW NKWD był wówczas podpułkownik Klimanow.

## Literatura
- Referat omawiający ustalenia śledztwa w sprawie tzw. "obławy augustowskiej" wygłoszony w dniu 14 maja 2003 r., na spotkaniu Klubu Historycznego im. gen. Stefana Roweckiego "Grota".
- Heller M. (М.Я. Хеллер), Niekricz A. (А.М. Некрич): Historia Rosji 1917-1995 Utopia u władzy. 4 t. ISBN 5-87902-004-5.